# Toyota Sienta
Toyota Sienta – samochód osobowy typu minivan produkowany przez japońską firmę Toyota od roku 2003 z przeznaczeniem na rynek rodzimy. Dostępny wyłącznie w wersji 4-drzwiowej. Do napędu użyto benzynowego silnika R4 o pojemności 1,5 l Moc przenoszona jest na obie osie poprzez bezstopniową skrzynię biegów CVT.

## Dane techniczne

### Silnik
- R4 1,5 l (1496 cm³), 4 zawory na cylinder, DOHC
- Układ zasilania: wtrysk
- Średnica cylindra × skok tłoka: 75,00 × 84,70 mm
- Stopień sprężania: 10,5:1
- Moc maksymalna: 112 KM (83 kW) przy obr./min
- Maksymalny moment obrotowy: 141 N·m przy 4400 obr./min

### Osiągi
- Przyspieszenie 0-100 km/h: 12,0 s
- Prędkość maksymalna: 170 km/h

## Galeria

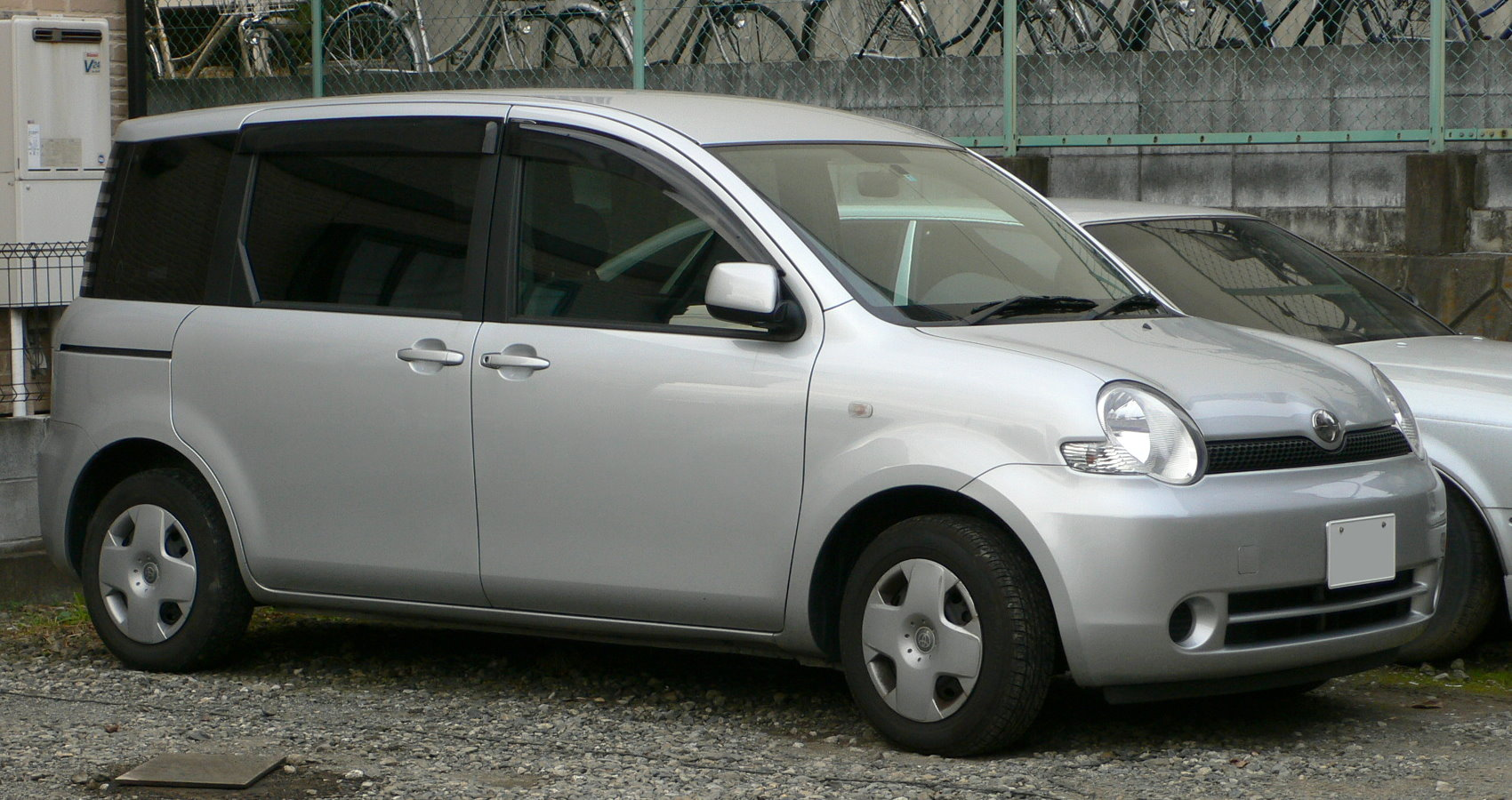
'03 Sienta
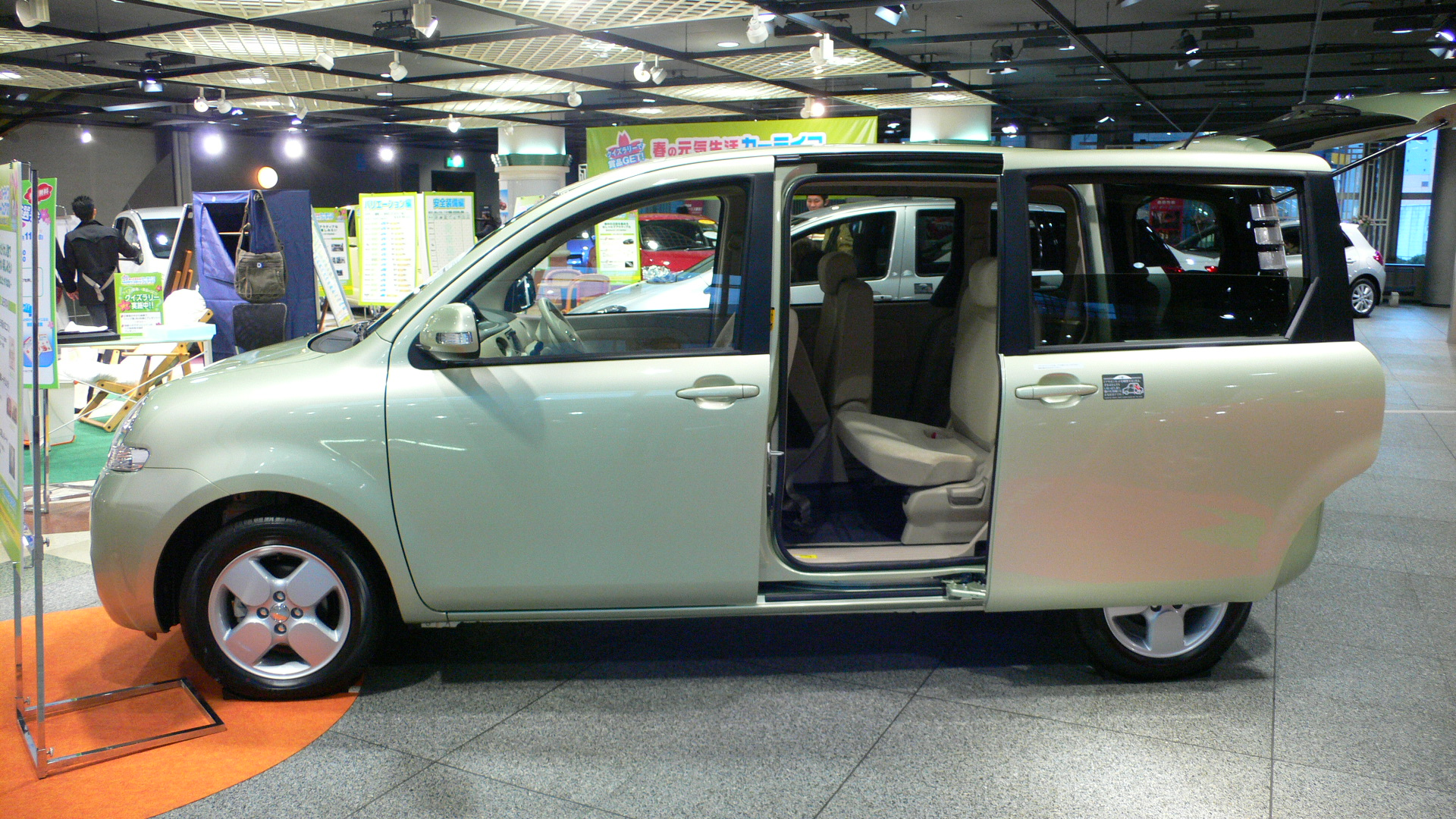
'06 Sienta
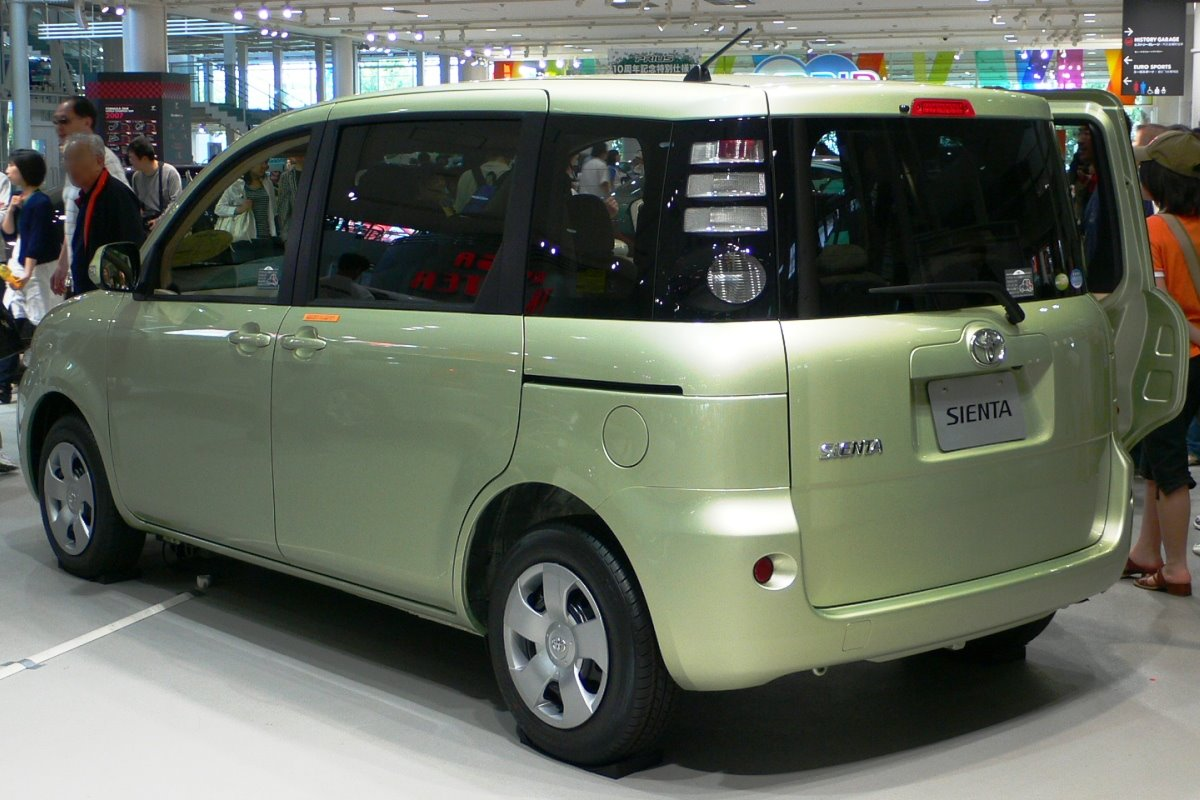
'06 Sienta
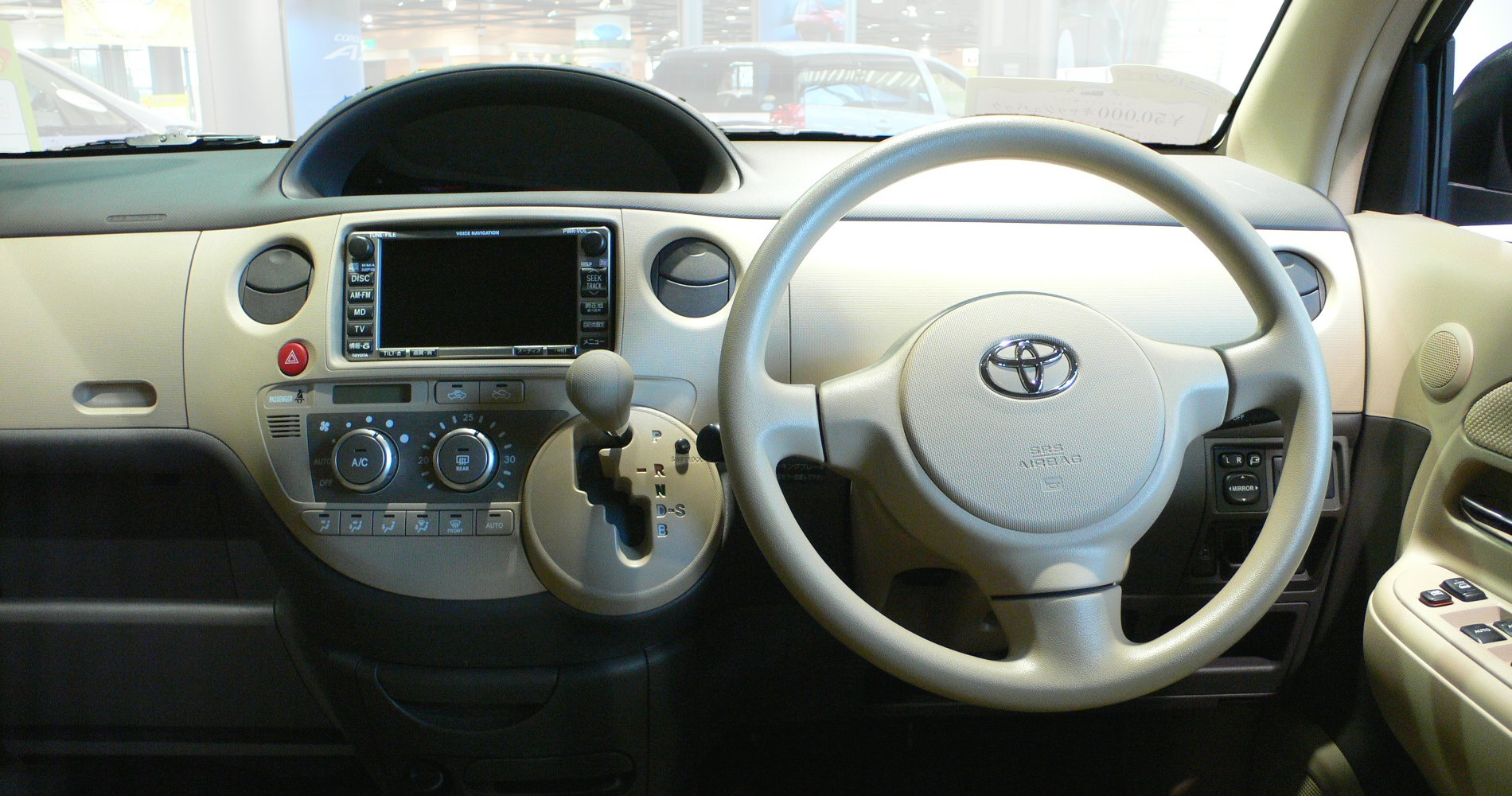
'06 Sienta
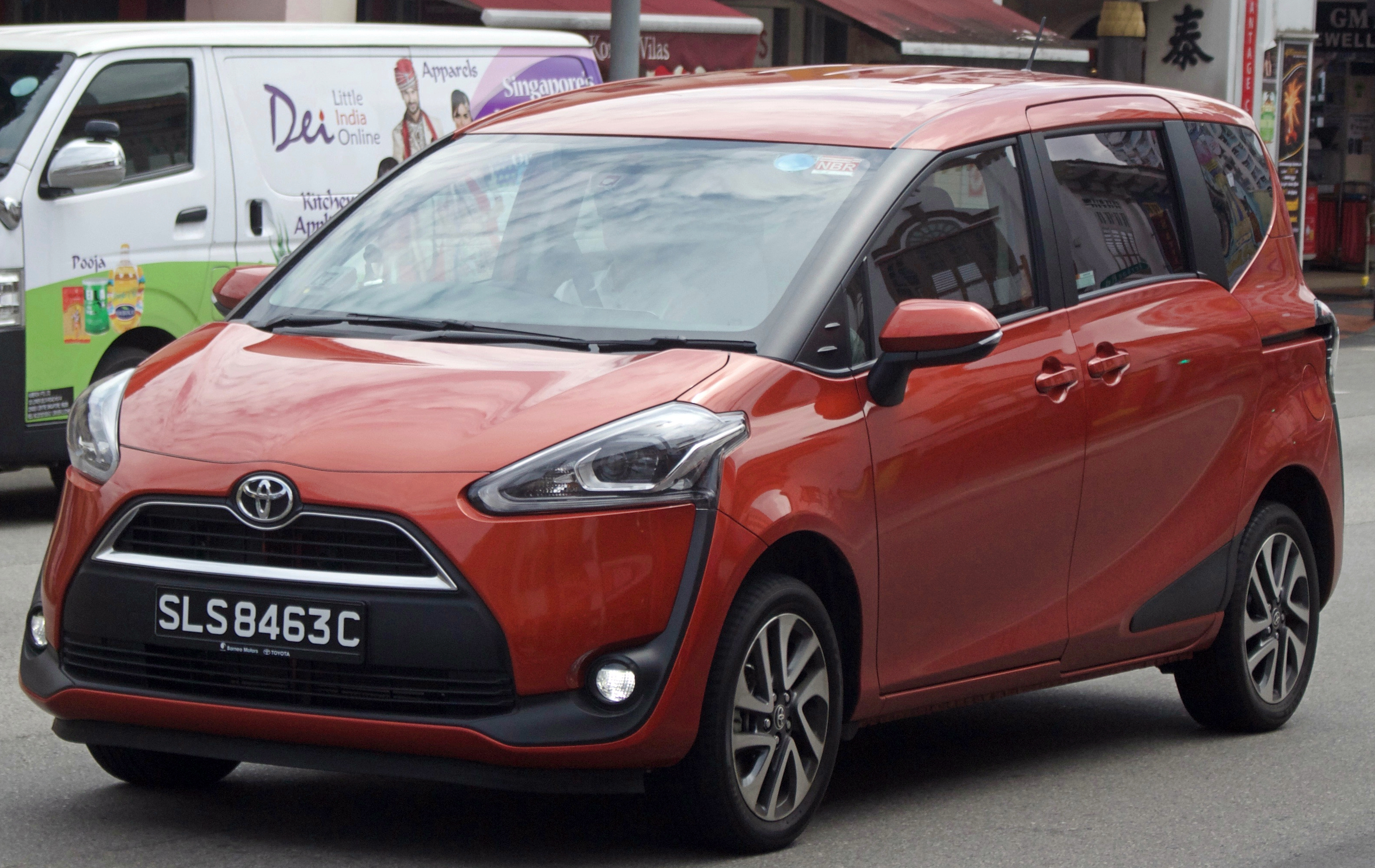
'17 Sienta